# Ян Мельштинський
Іоанн Лелівіта з Мельштина (Мельштинський) гербу Леліва (пол. Jan «Jaśko» z Melsztyna; бл. 1312 — 1380 або 1381) — польський шляхтич, урядник, державний, політичний, військовий діяч Польського королівства. Засновник роду Мельштинських.

## Життєпис
Народився близько 1312 року. Син Спиціміра Лелівіти. Мати — правдоподібно, єдина відома дружина батька Станіслава. Ян був братом Рафала з Тарнова — засновника роду Тарновських. У джерелах згадується тільки по імені та поточному уряду, який він посідав.
Політичну кар'єру розпочав, очевидно, за підтримки батька. Рідко брав участь у численних поїздках короля Казимира ІІІ. 1355 року іменем польських панів уклав будську угоду з Людовиком Угорським. У 1364 році став одним зі співзасновників Краківського університету. У 1377 році брав участь у поході під проводом короля Людовика Угорського на Литву. Був одним з дванадцяти осіб, які входили до складу реституційного суду Королівства.
Близько 1354—1356 років поділив із братом Рафалом спадок батька, за яким посів, зокрема, Мельштин з навколишніми селами, кам'яницю у Кракові. За життя набув Ксьонж, де фундував монастир ордену авгутинів. У Мельштині фундував парафіяльний костел Святого Хреста. Значно посприяв будівництву костелу святої Катерини ордену августинів у Казімежі. Сприяв будівництву костелу святої Катерини у Кракові.
Уряди (посади): сандомирський воєвода (вперше згаданий 5 лютого 1361), краківський каштелян (номінований між 6 березня і 25 квітня 1366), краківський ловчий (вперше згаданий 8 травня 1335), войницький каштелян (вперше згаданий 8 травня 1345 року).
Помер між 9 травня 1380 і 24 березня 1381 року (тоді вперше краківським каштеляном згаданий Добеслав з Курозвенок).

### Сім'я
Дружина — Софія (Офка). Мав, зокрема, дітей:
- Спитко (Спитек) ІІ з Мельштина (1366?—1399?, битва на Ворсклі), краківський воєвода (з 1384).
- Ядвіга (Ельжбета) з Мельштина (пом. 1404) — вийшла заміж за Отто з Пільчи; хресна мати великого князя литовського і польського короля Владислава Ягайла і мати його третьої дружини Ельжбети.[4]

Очевидно, його сином був Спитек, який помер передчасно.